# (20037) Duke
(20037) Duke (1992 UW4) – planetoida z grupy przecinających orbitę Marsa okrążająca Słońce w ciągu 2,59 lat w średniej odległości 1,88 j.a. Odkryta 20 października 1992 roku.